# Inspiration Mars Foundation

Logotipo da Inspiration Mars Foundation.

A Inspiration Mars Foundation é uma organização estadunidense sem fins lucrativos fundada por Dennis Tito, que visa lançar uma missão tripulada a sobrevoar Marte em janeiro de 2018, ou, se a data de 2018 for perdida, em 2021.
A fundação afirma que a exploração do espaço fornece um catalisador para o crescimento, a prosperidade nacional, conhecimento e liderança global. Ao aproveitar essa janela de oportunidade, a Inspiration Mars Foundation pretende revitalizar o interesse da educação em ciência, tecnologia, engenharia e matemática.